# Donato Racciatti
Donato Racciatti di Nardo (Guilmi, actual Italia, 18 de octubre de 1918 - Montevideo, 27 de mayo del 2000) fue un bandoneonista, director de orquesta y compositor uruguayo de origen italiano que formara una Orquesta de tango muy reconocida en el Río de la Plata.

## Biografía
Sus primeras apariciones públicas fueron junto al conjunto "Los Brujos" y la orquesta Laurenz – Casella, al cual se incorpora en el año 1940 hasta 1945. Asimismo actuó como cantante solista apoyando a Luis Alberto Fleitas.. Compuso candombes, polcas, rancheras, jotas y para algunas de ellas utilizó el seudónimo Bota.
Formó su propia orquesta típica en 1948, con la cual desarrolló su carrera artística en la capital uruguaya, así como en el resto del país y en varias provincias argentinas. Comenzó a grabar para Sondor al año siguiente y continuaría con ese sello con una profusa producción discográfica. Asimismo grabó para Patria y Orfeo, entre otros.
Con su orquesta acompañó a muchas de las figuras destacadas del tango tanto de Argentina como de Uruguay. Entre ellas se contaron Nina Miranda, Carlos Roldán, Olga del Grossi, Félix Romero, Elsa Morán y Víctor Ruiz, Enrique Liste, Alfredo Cabral, Elsa del Campo, Juan Carlos Godoy, Miguel Ángel Maidana y Horacio Castel  entre otros. En los años 50s participó con su orquesta en distintas comedias musicales como "Barrio de luna y tamboril" y "Muchachos que peinan canas", en las cuales fue acompañado por importantes figuras del radioteatro como Mario Rivero Prevosti, Julio Puente y Juan Casanova.
Su éxito en la región le hizo emprender varias giras por Japón.
Aquejado de problemas cardiovasculares, fue internado a mediados del mes de mayo bajo terapia intensiva, de la cual no se recuperó.

## Discografía

### 78 RPM
- Papas calientes / Esquinita de mi barrio (con su Orquesta Típica. Sondor 5209. 1949)
- Triste camino / La cumparsita (con su Orquesta Típica. Sondor 5241. 1949)
- El pollo Ricardo / Comme il faut (con su Orquesta Típica. Sondor 5245. 1949)
- Atardecer / El chana (con su Orquesta típica y Luis Alberto Fleitas. Sondor 5246. 1949)
- Cuando llora la milonga / Lágrimas y sonrisas (con su Orquesta Típica. Sondor 5267)
- No te vayas mascarita / Los borrachos (junto a Carmelo Imperio. Sondor 5426)

### LP
- Donato Racciatti y su Orquesta Típica (Sondor SLP-002)
- Donato Racciatti y su Orquesta Típica (Sondor SLP-009)
- Donato Racciatti y su Orquesta Típica (Sondor SLP-019)
- Donato Racciatti y su Orquesta Típica (Sondor SLP-021)
- Donato Racciatti y su Orquesta Típica (Sondor SLP-023)
- Lindo tiempo aquel de ayer (con su Orquesta Típica. Sondor SLP-038)
- La historia (Sondor 33010. 1957)
- Barrio, luna y tamboril (Sondor 33013. 1958)
- Aquella vieja melodía (Sondor 33019. 1958)
- A media luz (con sus Tangueros del 900. Sondor 33026. 1959)
- Yo soy... (Sondor 33027. 1959)
- Donato Racciatti con Carlos Roldán (Sondor 33030. 1959)
- Recordando a Enrique Santos Discépolo (con su Orquesta Típica y la cantante Tania. Sondor 33031. 1959)
- Donato Racciatti y su Orquesta Típica (junto a Felix Romero. Sondor 33054. 1960)
- La novia (Sondor 33057. 1961)
- 25 años (con su Orquesta Típica junto a Carlos Roldan. Sondor 33065. 1962)
- Música uruguaya (Sondor 33073. 1963)
- Muchachos que peinan canas (Sondor 33076. 1963)
- Donato Racciatti y su Orquesta Típica (junto a Nina Miranda. Sondor 33078. 1963)
- La cumparsita (Sondor 33090. 1964)
- Uruguay canta! (Sondor 33096)
- Tangos de la vieja guardia (Sondor 33100)
- El patriota (Sondor 44001. 1964)
- Donato Racciatti y su orquesta típica (EP. Patria E.M.A. 1)
- Donato Racciatti y su orquesta típica (EP. Patria E.M.A. 2)
- Inspiraciones Orientales (Patria E.M.A. 3)
- Pa' tangueros solamente (con su Orquesta Típica. Sondor 33110. 1970)
- El oriental (Sondor 33147. 1973)
- Donato Racciatti (Sondor 44000. 1973)
- El ritmo del tango (Sondor 44005. 1973)
- Grandes éxitos (Sondor 44015. 1975)
- Tu corazón (junto a Nina Miranda. Sondor 44095. 1979)
- El gran Donato Racciatti (Sondor 44110. 1979)
- Un corte, una quebrada... (Sondor 44404. 1985)
- Hasta siempre amor (junto a Olga Delgrossi. Sondor 44516. 1987)
- En Uruguay (Orfeo SCO 90881. 1987)